# Taufbecken (Golancourt)

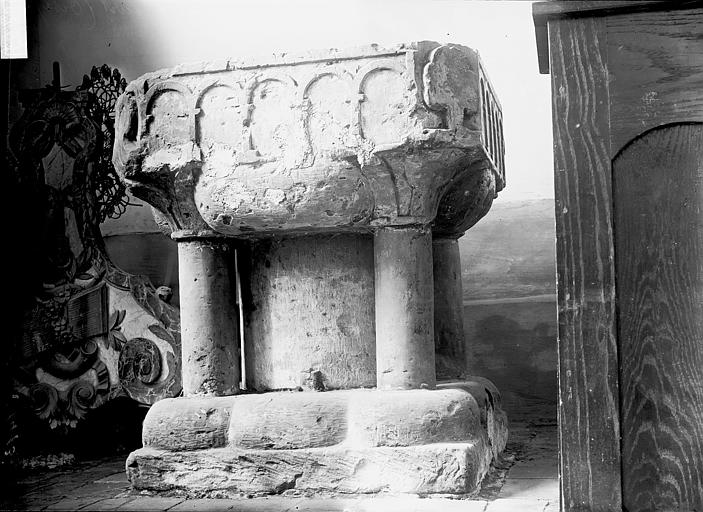
Taufbecken in Golancourt

Das Taufbecken in der katholischen Pfarrkirche St-Rémi in Golancourt, einer französischen Gemeinde im Département Oise in der Region Hauts-de-France, wurde im dritten Viertel des 12. Jahrhunderts geschaffen. Im Jahr 1913 wurde das romanische Taufbecken als Monument historique in die Liste der geschützten Objekte (Base Palissy) in Frankreich aufgenommen.
Das einen Meter hohe Taufbecken aus Kalkstein steht auf einem rechteckigen Sockel auf vier Säulen. Dieser ist mit dem rechteckigen Taufbecken durch eine Mittelsäule verbunden. Die Kapitelle der Ecksäulen sind mit Blattmotiven geschmückt. Das Becken besitzt einen Dekor aus Rundbogenarkaden und an den abgeflachten Ecken jeweils ein Blattmotiv.